# Château d'Auerose
Le château d'Auerose (Schloß Auerose) est un château néobaroque situé à Auerose, localité appartenant à la commune rurale de Neu Kosenow en Poméranie-Occidentale, près d'Anklam  (Allemagne).

## Historique
La localité d'Auerose appartient à partir de 1152 à l'abbaye bénédictine de Stolpe, près d'Anklam. Lorsque la Réforme protestante s'introduit dans la région, les terres entrent en possession du duc Philippe de Wollgast et passent en 1533 dans le fief des ducs de Schwerin. Il est acheté 250 ans plus tard par la famille von Borcke.
Ce château de deux étages, alors propriété de Wilhelm von Borcke, a été bâti en 1848-1849 selon un plan rectangulaire sur un sous-sol surélevé, d'abord en style néogothique. En 1902, sa façade sud est refaite dans le goût baroque, ainsi que la toiture, qui auparavant était plate, avec des ornements baroques. Le fronton de la façade sud est orné d'un œil-de-bœuf en son centre dans le goût baroque et le château est flanqué d'une tour au nord-est, du même style. Les deux portes-fenêtres du rez-de-chaussée de la façade sud donnant sur l'imposante double rampe du parc sont de forme ogivale et demeurées dans le goût néogothique romantique. Les colonnes de chaque côté de la façade sont couronnées d'une vasque de pierre, et le fronton d'une vasque de bronze.
La façade nord, donnant sur la route, est bordée à gauche en arrivant des anciens bâtiments agricoles du château. Elle est flanquée, elle-aussi, de colonnes surmontées de vasques, et son dernier étage présente cinq petits œils-de-bœuf. La tour se trouve à l'angle gauche.
La famille von Borcke a été expulsée en 1945 à cause des lois de nationalisation entrées en vigueur dans la zone d'occupation soviétique en Allemagne. Depuis que le château a été privatisé en 1992, des restaurations ont démarré, mais elles ont été interrompues à cause de leurs coûts élevés. C'est aujourd'hui un édifice du patrimoine protégé.

## Source
- (de) Cet article est partiellement ou en totalité issu de l’article de Wikipédia en allemand intitulé « Schloss Auerose » (voir la liste des auteurs).